# Silvestraspis uberifera
Silvestraspis uberifera är en insektsart som först beskrevs av Karl Hermann Leonhard Lindinger 1911.  Silvestraspis uberifera ingår i släktet Silvestraspis och familjen pansarsköldlöss. Inga underarter finns listade i Catalogue of Life.